# 笹塚古墳 (壱岐市)
笹塚古墳（ささづかこふん）は、長崎県壱岐市勝本町百合畑触にある古墳。
形状は円墳。壱岐古墳群（国の史跡）を構成する古墳の1つ。出土品は国の重要文化財に指定されている。

## 概要
壱岐島中央部の丘陵上に築造された古墳である。1989年（平成元年）に長崎県教育委員会による墳丘・石室の実測調査が、1990年（平成2年）に旧勝本町教育委員会による墳丘・石室の実測調査がなされ、2002年-2003年（平成14年-15年）にも調査がなされている。墳丘は円形で2段築成であり、直径約66メートルを測る。
築造時期は6世紀後半から末頃で、追葬は7世紀末頃までと推定される。

## 埋葬施設

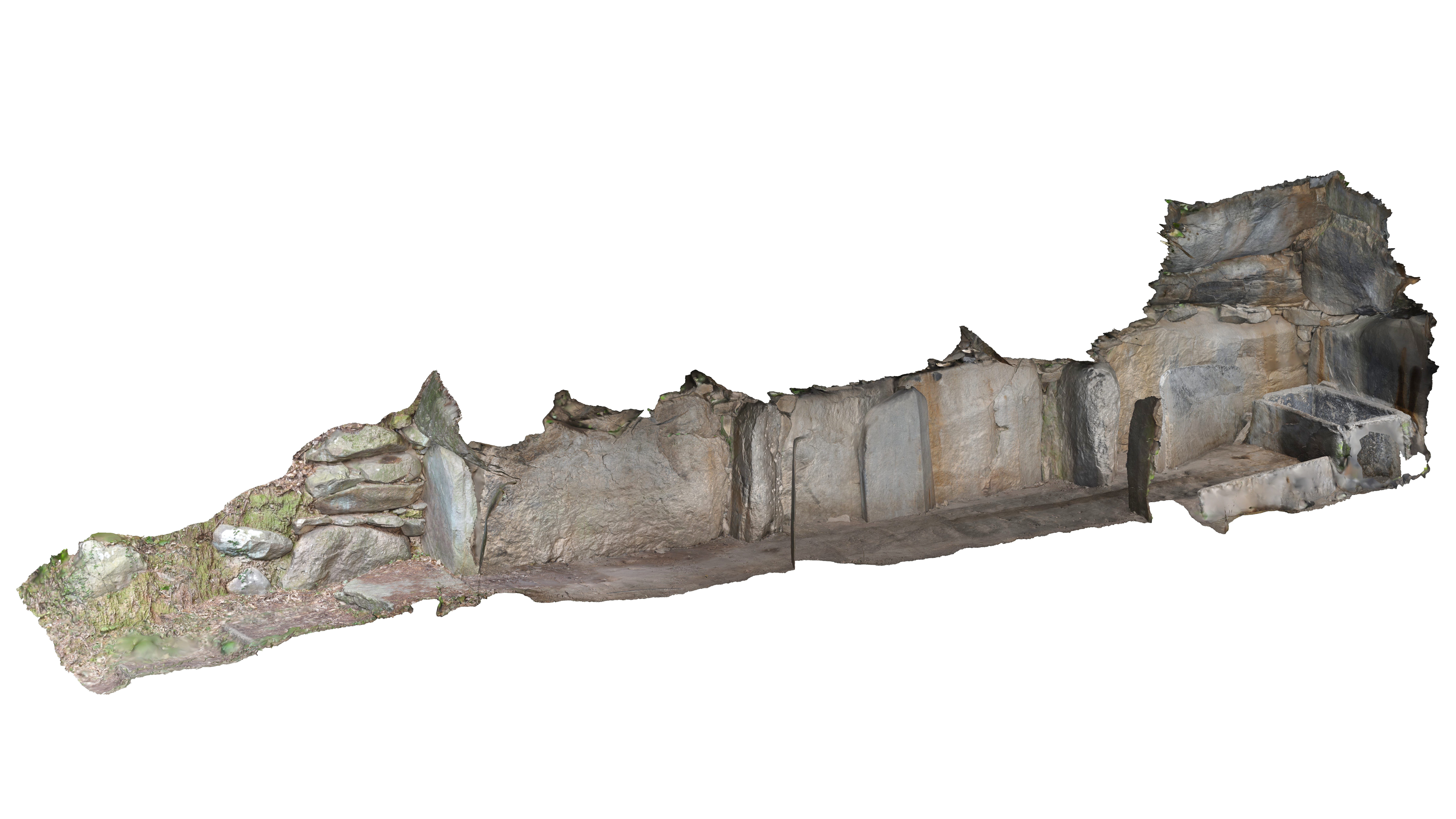
石室俯瞰図

石室展開図

埋葬施設は複室構造の横穴式石室で、玄室・中室・前室の3室と羨道で構成され、南西方に開口する。江戸時代にはすでに石室は開口し、『壱岐国風土記』には石室内に文字が存在する旨の記載が見えるが、昭和初期の段階で文字は失われている。石室の規模は次の通り。
- 石室全長：14.8メートル[1]（15.2メートル[2]）
- 玄室：長さ3.8メートル、幅2.7メートル、高さ3.5メートル
- 中室：長さ4.5メートル、幅2メートル、高さ1.8メートル
- 前室：長さ4.2メートル、幅1.8メートル、高さ1.8メートル
- 羨道：長さ2.3メートル

玄室最奥部には凝灰岩製の組合式箱式石棺が据えられ、その規模は長さ2メートル、幅1メートル、深さ0.7メートル。かつては手前に石棺もう1基が存在したというが、その痕跡は見つかっていない。

## 出土品
古くより盗掘を受けているが、出土品として国内唯一の出土例である亀形辻金具をはじめ金銅装馬具・鉄製杏葉等があり、複数馬具の副葬や高い細工技術などの特徴を有している。そのほか須恵器・土師器坏・朝鮮半島系陶質土器・鉄製品・ガラス製小玉・金環・スプーン状銅製品といった多数の遺物も見つかっている。これらの遺物は「長崎県笹塚古墳出土品」として国の重要文化財に指定されている。

## 文化財

### 重要文化財（国指定）
- 長崎県笹塚古墳出土品（考古資料） - 明細は以下。2007年（平成19年）6月8日指定[3][4]。
  - 金銅亀形飾金具 1点
  - 銀製品 1点
  - 金銅製品 39点
  - 青銅製品 4点
  - 鉄製品 52点
  - ガラス製品 46点
  - 土器 19点

## 関連施設
- 壱岐市立一支国博物館（壱岐市芦辺町深江鶴亀触） - 笹塚古墳の出土品を保管。

## 関連文献
（記事執筆に使用していない関連文献）
- 『県内古墳詳細分布調査報告書 -県内古墳の墳丘・石室の資料化に伴う報告書-』長崎県教育委員会〈長崎県文化財調査報告書第106集〉、1992年。 - リンクは奈良文化財研究所「全国遺跡報告総覧」。
- 『笹塚古墳 -市内遺跡発掘調査事業に伴う発掘調査-』壱岐市教育委員会〈壱岐市文化財調査報告書第5集〉、2005年。
- 『壱岐の島の古墳群 -現状調査-』壱岐市教育委員会〈壱岐市文化財調査報告書第20集〉、2012年。